# Grijsrugklapekster
De grijsrugklapekster (Lanius excubitoroides) is een zangvogel uit de familie Laniidae (klauwieren).

## Verspreiding en leefgebied
Deze soort komt voor in noordoostelijk en centraal Afrika en telt drie ondersoorten:
- L. e. excubitoroides: van zuidoostelijk Mauritanië en Mali tot noordoostelijk Congo-Kinshasa en Oeganda.
- L. e. intercedens: van zuidoostelijk Soedan en centraal Ethiopië tot westelijk Kenia.
- L. e. boehmi: van zuidelijk centraal Oeganda en zuidwestelijk Kenia tot oostelijk Congo-Kinshasa en westelijk Tanzania.

## Status
De grootte van de populatie is niet gekwantificeerd maar de soort wordt omschreven als doorgaans algemeen maar schaars in het uiterste westen van zijn verspreidingsgebied. Op de Rode lijst van de IUCN heeft deze soort de status niet bedreigd.